# Александр (Богданов)
Епископ Александр (в миру Александр Васильевич Богданов; 5 (17) сентября 1830, село Пустыня Жабынь, Белёвский уезд, Тульская губерния — 24 декабря 1898, Тамбов) — епископ Русской православной церкви, епископ Тамбовский и Шацкий.

## Биография
Родился 5 (17) сентября 1830 году в семье священника Тульской епархии.
Отец так хорошо подготовил сына, что в 1842 году, вскоре после смерти батюшки будущий владыка поступил сразу в 4-й класс Новосильского духовного училища.
Окончил Тульскую духовную семинарию и в 1853 году — Киевскую духовную академию.
31 октября 1853 года определён преподавателем словесности и философии в Орловскую духовную семинарию.
25 мая 1855 года удостоен степени магистра богословия.
В 1855 году женился на дочери священника города Ливен Марии Алексеевне Высоцкой.
14 февраля 1856 года рукоположён в сан иерея.
С 4 мая 1860 года — смотритель Орловского духовного училища.
8 мая 1866 года возведён в сан протоиерея.
Оставаясь на духовно-педагогической службе, был священником при кафедральном соборе, потом при Покровской церкви Орла.
С 23 февраля 1870 года — ректор Орловской духовной семинарии.
За 19 лет своего ректорства заслужил название «дорогого начальника и отца учащихся».
В 1883 году умирает жена, что стало для него большим ударом. Через пять лет, когда дети повзрослели, отец Александр решает принять монашество. 23 октября 1888 года постригся в монашество и 8 ноября — возведён в сан архимандрита.
12 февраля 1889 года хиротонисан в Александро-Невской Лавре во епископа Муромского, викария Владимирской епархии. В звании викария епископ Александр стал деятельным помощником архиепископа Владимирского и Суздальского Феогноста (Лебедева).
23 марта 1892 года назначен на Енисейскую и Красноярскую епархию.
В Енисейской епархии он устроил духовную семинарию и просветительское братство.
Неустанная деятельность в сочетании с суровым сибирским климатом подорвали здоровье епископа Александра.
С 30 апреля 1894 года — епископ Тамбовский и Шацкий.
В Тамбове часто совершал богослужения, много проповедовал и ездил по епархии. Отличался нищелюбием и милосердием. Учредил в каждом уезде городской цензурный комитет проповедей.
Скончался 12 декабря 1898 года в Тамбове.